# Bój pod Biskupcami

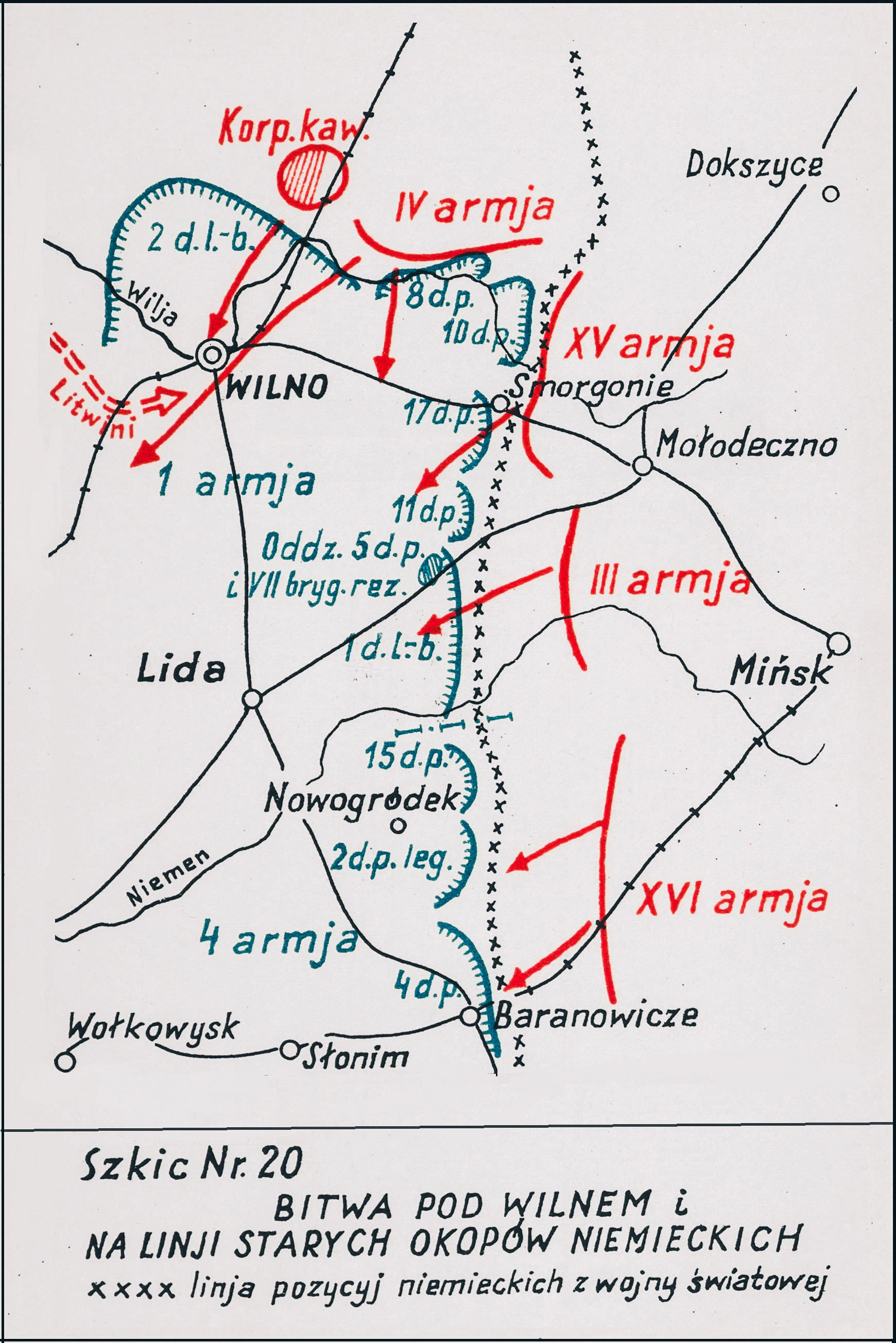
Adam Przybylski
Wojna Polska 1918–1921

Bój pod Biskupcami – walki polskiego Mińskiego pułku strzelców ppłk. Bronisława Adamowicza z oddziałami sowieckiej 56 Dywizji Strzelców w czasie lipcowej ofensywy Frontu Zachodniego Michaiła Tuchaczewskiego w okresie wojny polsko-bolszewickiej.

## Położenie wojsk przed bitwą
W pierwszej dekadzie lipca przełamany został front polski nad Autą, a wojska Frontu Północno-Wschodniego gen. Stanisława Szeptyckiego cofały się pod naporem ofensywy Michaiła Tuchaczewskiego. Naczelne Dowództwo nakazało powstrzymanie wojsk sowieckiego Frontu Zachodniego na linii dawnych okopów niemieckich z okresu I wojny światowej.
Sytuacja operacyjna, a szczególnie upadek Wilna i obejście pozycji polskich od północy, wymusiła jednak dalszy odwrót. 1 Armia gen. Gustawa Zygadłowicza cofała się nad Niemen, 4 Armia nad Szczarę, a Grupa Poleska na Kanał Ogińskiego i Pińsk
Dzień 14 lipca rozstrzygnął los polskiej obrony na pozycji okopów poniemieckich. Wobec sytuacji, jaka wytworzyła się na lewem skrzydle 1 Armii, jej dowództwo nakazało odwrót na nową linię obrony mającą na celu osłonę Lidy.

## Działania wojsk
14 lipca, będąca w strukturach 1 Armii, 1 Dywizja Litewsko-Białoruska gen. Jana Rządkowskiego otrzymała rozkaz opuszczenia linii okopów niemieckich z czasów I wojny światowej i o świcie 16 lipca obsadziła odcinek frontu na północ od Niemna, od Honczar po Kierwy. Miński pułk strzelców zajął odcinek od Kierw do Dunaju.
Nacierające z dużym impetem sowieckie 21. i 56 Dywizja Strzelców po kilkugodzinnej walce przełamały jej obronę w rejonie Kierwy – Dunaj. Dywizja cofała się dalej, z zamiarem obrony na linii Gawii.
Podczas walk toczonych w trudnym, zalesionym terenie, Miński pułk strzelców odłączył się od dywizji i wycofał się do Wielkich Kniazikowic. Tutaj napotkał oddziały 11 Dywizji Piechoty gen. Stanisława Nałęcza-Małachowskiego i do końca dnia walczył w jej szeregach.
17 lipca Miński pułk strzelców wymaszerował z Wielkich Kniazikowic do Biskupic, aby dołączyć do macierzystej 1 Dywizji Litewsko-Białoruskiej. W tym czasie sowiecka 56 Dywizja Strzelców przełamała obronę 1 DL-B nad Gawią, a nieświadom tego Miński ps trafił na główne siły 56 Dywizji Strzelców. Zaatakowany przez Sowietów, został zepchnięty na bagna w widłach Gawii i Niemna. Dowódca pułku ppłk Adamowicz skierował swoje pododdziały na północny wschód, gdzie pierścień okrążenia był najsłabszy, rozerwał go i dołączył do ariergard 17 Dywizji Piechoty wycofujących się wzdłuż linii kolejowej na Lidę.